# جان ام. چو
جان ام. چو (انگلیسی: Jon M. Chu؛ زاده ۲ نوامبر ۱۹۷۹) کارگردان، تهیه‌کننده و فیلم‌نامه‌نویس آمریکایی است. او بیشتر به‌عنوان کارگردان «آسیایی‌های خرپول» ۲۰۱۸ شناخته می‌شود.
چو در پالو آلتو، کالیفرنیا به دنیا آمد و در نزدیکی لوس آلتوس بزرگ شد. او از مهدکودک تا کلاس دوازدهم به مدرسه پایین وود رفت. چو کوچکترین فرزند از پنج فرزند است. او شروع به ساخت فیلم در کلاس پنجم کرد، زمانی که مادرش یک دوربین فیلمبرداری به او هدیه داد تا تعطیلات خانوادگی آنها را مستند کند. چو در عوض شروع به ساخت فیلم های خانگی با بازی خواهر و برادرش کرد. مادرش، روث چو، در تایوان به دنیا آمد. پدرش، لارنس چو، در سیچوآن به دنیا آمد. خانواده او صاحب رستورانی به نام سرآشپز چو هستند.

## فیلمشناسی

### کارگردانی در سینما
- استپ آپ ۲: خیابان‌ها (۲۰۰۸)
- استپ آپ سه‌بعدی (۲۰۱۰)
- جی. آی. جو: تلافی (۲۰۱۳)
- جم و هولوگرام‌ها (۲۰۱۵)
- اکنون مرا می‌بینی ۲ (۲۰۱۶)
- آسیایی‌های خرپول (۲۰۱۸)
- در هایتس (۲۰۲۱)
- شرور: قسمت اول (۲۰۲۴)
- شرور: قسمت دوم (۲۰۲۵)